# سیلویا آمادیو
سیلویا آمادیو (ایتالیایی: Silvio Amadio؛ ‏ ۸ اوت ۱۹۲۶ – ۱۹ اوت ۱۹۹۵) کارگردان فیلم، فیلم‌نامه‌نویس، و تدوین‌گر اهل ایتالیا بود.
از فیلم‌های او می‌توان به راز لباس سرخ، جزیره زنان سوئدی، آن سن شیطنت و هوسبازی، پزشک… دانشجو، مجنون!، زیر سن قانونی، ... و فقط پیترو آرتینو نجات پیدا کرد، با یک دست در جلو و دست دیگر پشت… اشاره کرد.

## زندگی‌نامه
سیلویا آمادیو  فعالیت هنری خود را در سینمای ایتالیا با تدوین فیلم آغاز کرد و سپس به فیلم‌نامه‌نویسی و کارگردانی روی آورد. 
آمادیو در طول دوران فعالیت خود، در ژانرهای مختلف سینمایی فعالیت کرد و فیلم‌هایی با مضامین متنوع ساخت. او در دههٔ ۱۹۶۰ و ۱۹۷۰ میلادی، در اوج فعالیت خود قرار داشت و فیلم‌هایی با استقبال مخاطبان و منتقدان ساخت.   وی در ۱۹ اوت ۱۹۹۵ در سن ۶۹ سالگی در ایتالیا درگذشت.

## سبک و مضامین
سیلویا آمادیو به عنوان کارگردانی پرکار در سینمای ایتالیا شناخته می‌شود. او در فیلم‌های خود، به موضوعات مختلفی از جمله مسائل اجتماعی، روابط انسانی و داستان‌های جنایی پرداخت. سبک کارگردانی او، اغلب واقع‌گرا و متکی بر روایت داستانی بود. 
آمادیو در برخی از فیلم‌های خود، به مسائل تابو و جنجالی نیز پرداخت که این امر، باعث جلب توجه بیشتر مخاطبان و منتقدان شد. 

## تاثیرگذاری
سیلویا آمادیو به عنوان یکی از کارگردانان پرکار و تأثیرگذار در سینمای ایتالیا شناخته می‌شود. او با فیلم‌های خود، به تنوع و غنای سینمای ایتالیا کمک کرد. 